# Daclizumab
Il daclizumab (nome commerciale Zenapax) è un farmaco anticorpo monoclonale umanizzato che è attivo sulla sub-unita alfa del recettore per l'IL-2 nelle cellule T (CD25). Viene usato per la prevenzione del rigetto dell'organo trapiantato, specialmente nel trapianto di rene, in quanto è capace di ridurre la severità e l'incidenza del rigetto acuto nel trapiantato, senza aumentare l'incidenza di infezioni opportunistiche.
Nell'aprile del 2008 la Hoffmann-La Roche ha ritirato dal mercato lo stesso farmaco in Europa.
Il Daclizumab (nome commerciale Zinbryta) era stato approvato in Italia e in Europa per il trattamento di seconda linea della Sclerosi multipla. Nel novembre 2017 l'EMA aveva emanato raccomandazioni importanti sull’uso del medicinale: le revisioni avevano dimostrato che il trattamento con Daclizumab era associato a rischio di danno epatico imprevedibile e con potenziale esito fatale. Il 7 marzo 2018 l'Agenzia Europea dei Medicinali (EMA) ha raccomandato la sospensione immediata dell’autorizzazione all’immissione in commercio e il ritiro dei lotti dal mercato del medicinale Zinbryta (daclizumab beta) in seguito alla segnalazione in tutto il mondo di 12 casi di gravi patologie infiammatorie del cervello, tra cui l'encefalite e la meningoencefalite. Tre casi sono stati fatali.

### Daclizumab
- Angelo Sghirlanzoni, Terapia Delle Malattie Neurologiche, Springer, 3 aprile 2010,  pp. 115–, ISBN 978-88-470-1119-9.
- (EN) Manzoor M. Khan, Immunopharmacology, Springer, 24 ottobre 2008,  pp. 112–, ISBN 978-0-387-77975-1.
- (EN) Roland Martin, Molecular Basis of Multiple Sclerosis: The Immune System, Springer, 29 settembre 2010,  pp. 274–, ISBN 978-3-642-14152-2.
- (EN) Gregory T. Everson e James F. Trotter, Liver transplantation: challenging controversies and topics, Springer, 2009,  pp. 21–, ISBN 978-1-58829-793-8.

| Controllo di autorità | BNF (FR) cb14456549m (data) |